# Morti nel 1666

## Gennaio(5)
- 17 gennaio - Giacomo Corradi, cardinale e vescovo cattolico italiano (n. 1602)
- 20 gennaio - Anna d'Asburgo, sovrana (n. 1601)
- 22 gennaio - Tommaso Dingli, architetto maltese (n. 1591)
- 22 gennaio - Shah Jahan, sovrano indiano (n. 1592)
- 30 gennaio - Anton Deusing, medico, matematico e astronomo tedesco (n. 1612)

## Febbraio(9)
- 8 febbraio - Marcantonio Franciotti, cardinale e vescovo cattolico italiano (n. 1592)
- 12 febbraio - Armando di Borbone-Conti, nobile francese (n. 1629)
- 12 febbraio - Mildmay Fane, II conte di Westmorland, politico inglese (n. 1602)
- 14 febbraio - Annibale Sillano, nobile e vescovo cattolico italiano
- 16 febbraio - Jean de Lauson, funzionario francese (n. 1584)
- 19 febbraio - Willem van Honthorst, pittore olandese (n. 1594)
- 24 febbraio - Nicholas Lanier, cantore, liutista e compositore inglese (n. 1588)
- 27 febbraio - Luisa di Guzmán, nobile portoghese (n. 1613)
- 27 febbraio - Thomas Vaughan, alchimista, filosofo e esoterista gallese (n. 1621)

## Marzo(3)
- 11 marzo - Jacob van Es, pittore fiammingo (n. 1596)
- 19 marzo - Hercules Sanders, pittore olandese (n. 1606)
- 21 marzo - Raffaele Della Torre, giurista e storico italiano (n. 1579)

## Aprile(4)
- 13 aprile - Hammuda Pascià Bey, sovrano tunisino
- 21 aprile - Domenico Bruni, pittore italiano (n. 1591)
- 24 aprile - Luigi I Gonzaga di Luzzara, nobile e militare italiano (n. 1602)
- 25 aprile - Giovanni Reinardo II di Hanau-Lichtenberg, nobile tedesco (n. 1628)

## Maggio(3)
- 13 maggio - Pier Francesco Mola, pittore svizzero (n. 1612)
- 14 maggio - Clemente Galano, missionario e presbitero italiano (n. 1611)
- 22 maggio - Kaspar Schott, fisico e matematico tedesco (n. 1608)

## Giugno(4)
- 5 giugno - Maria Felicia Orsini, nobildonna italiana (n. 1599)
- 17 giugno - Carlo di Ferdinando de' Medici, cardinale e vescovo italiano (n. 1595)
- 19 giugno - Philip Fruytiers, pittore e incisore fiammingo (n. 1610)
- 21 giugno - Filippo Niccolini, marchese italiano (n. 1586)

## Luglio(6)
- 1º luglio - Jan Beerstraaten, pittore olandese (n. 1622)
- 5 luglio - Alberto VI di Baviera, nobile tedesco (n. 1584)
- 25 luglio - Montagu Bertie, II conte di Lindsey, militare e politico inglese (n. 1608)
- 25 luglio - Enrico di Lorena-Harcourt, generale francese (n. 1601)
- 26 luglio - Camillo Francesco Maria Pamphili, cardinale, nobiluomo e militare italiano (n. 1622)
- 30 luglio - Francesco Ermanno di Sassonia-Lauenburg, duca (n. 1629)

## Agosto(11)
- 8 agosto - Camillo Tutini, storico italiano (n. 1594)
- 15 agosto - Johann Adam Schall von Bell, gesuita tedesco (n. 1591)
- 16 agosto - Cristina Margherita di Meclemburgo-Güstrow, principessa tedesca (n. 1615)
- 19 agosto - Antonio Günther I di Schwarzburg-Sondershausen, nobile (n. 1620)
- 20 agosto - Giovanni Battista Grossi, storico e teologo italiano (n. 1605)
- 21 agosto - Isabella d'Este, duchessa italiana (n. 1635)
- 24 agosto - Francisco Manuel de Melo, scrittore, politico e militare portoghese (n. 1608)
- 25 agosto - Antonio Sancho Dávila de Toledo y Colonna, generale e politico spagnolo (n. 1590)
- 26 agosto - Frans Hals, pittore olandese (n. 1580)
- 28 agosto - Giulio Maria Odescalchi, vescovo cattolico italiano (n. 1612)
- 30 agosto - Benedikt Carpzov, giurista e avvocato tedesco (n. 1595)

## Settembre(5)
- 4 settembre - Girolamo Colonna, cardinale e arcivescovo cattolico italiano (n. 1604)
- 17 settembre - Augusto di Brunswick-Lüneburg, nobile tedesco (n. 1579)
- 23 settembre - François Mansart, architetto francese (n. 1598)
- 23 settembre - Hannibal Sehested, politico e militare danese (n. 1609)
- 27 settembre - Giorgio Alberto di Brandeburgo-Kulmbach, nobile tedesco (n. 1619)

## Ottobre(3)
- 10 ottobre - Ermanno Adolfo di Lippe-Detmold, nobile tedesco (n. 1616)
- 26 ottobre - ʿAbbās II, sovrano persiano (n. 1633)
- 29 ottobre - Edmund Calamy il Vecchio, religioso inglese (n. 1600)

## Novembre(4)
- 3 novembre - Ascanio Filomarino, cardinale italiano (n. 1583)
- 3 novembre - Henri-Auguste de Loménie, politico e nobile francese (n. 1595)
- 10 novembre - Bernardo Panicola, vescovo cattolico italiano (n. 1580)
- 23 novembre - Attilio Pietrasanta, vescovo cattolico italiano

## Dicembre(2)
- 22 dicembre - Guercino, pittore italiano (n. 1591)
- 26 dicembre - Alessandrina de Rye, nobildonna belga (n. 1589)

## Senza giorno specificato(22)
- Giovanni Battista Baliani, matematico e fisico italiano (n. 1582)
- Francesco Baratta, scultore italiano (n. 1590)
- Diego de Benavides y de la Cueva, ufficiale spagnolo (n. 1607)
- Robert Blair, teologo scozzese (n. 1593)
- Giovanni Battista Botticchio, pittore italiano (n. 1619)
- Giovanni Angelo Canini, pittore e incisore italiano (n. 1609)
- Antonio Catalani, pittore italiano
- Antonino Catalano, pittore italiano (n. 1585)
- Mateo Cerezo, pittore spagnolo (n. 1637)
- Donato Antonio De Marinis, avvocato e magistrato italiano (n. 1599)
- James Howell, scrittore e lessicografo britannico
- Kurbat Afanas'evič Ivanov, esploratore russo
- Louis de La Forge, filosofo francese (n. 1632)
- Christopher Myngs, corsaro e ammiraglio inglese (n. 1625)
- Giovanni Domenico Peri, economista italiano (n. 1590)
- Emilio Savonanzi, pittore italiano (n. 1595)
- Michail Staduchin, esploratore russo
- Cornelis Willaerts, pittore olandese (n. 1600)
- Zurnazen Mustafa Pascià, militare e politico ottomano
- Jean Ogier de Gombauld, drammaturgo e poeta francese (n. 1576)
- Charles de Saint-Etienne de La Tour, esploratore francese (n. 1593)
- Barbara di Ndongo e Matamba, regina